# Schleuse Friedenthal
Die Schleuse Friedenthal ist die Ruine der ersten Schleuse im ehemals an der Havel im Nordwesten von Oranienburg beginnenden, nach Westen führenden Ruppiner Kanals. Sie wurde am Ende des 18. Jahrhunderts errichtet, im Zweiten Weltkrieg 1945 zerstört und 1959 zugeschüttet. Der Ruppiner Kanal ist seitdem nur noch vom im 19. Jahrhundert als Seitenkanal rechts der Havel gebauten Oranienburger Kanal aus erreichbar. Die als Kanalkreuz Oranienburg bezeichnete Kreuzung der beiden Kanäle ist etwa 400 Meter von der Schleuse Friedenthal entfernt. Der Oranienburger Kanal ist seit dem Kriegsende nördlich der Kanalkreuzung vom Schiffsverkehr auch nicht mehr benutzbar, denn die dort folgende Schleuse Sachsenhausen wurde auch damals zerstört.
Als eines der Projekte der Wassertourismusinitiative Nordbrandenburg wurde 2017 beschlossen, die Schleuse Friedenthal wieder aufzubauen.

## Geschichte
Der Ruppiner Kanal wurde als Verbindung zum Kremmener See, zum Ruppiner See und nach Neuruppin geschaffen. Die Schleuse Friedenthal entstand 1788, und 1791 war der Kanal fertiggestellt. Über den Kanal wurde beispielsweise Torf als Brennmaterial aus dem Rhinluch bis nach Oranienburg und weiter auf der Havel nach Berlin transportiert.

Wasserwege westlich von Oranienburg

Die für die Schifffahrt schwierige Stelle auf der Havel nördlich der Schleuse Friedenthal wurde mit dem 1832 bis 1837 gebauten Oranienburger Kanal umgangen. Die Schifffahrt aus Oranienburg nach Norden führte ab jetzt durch die Schleuse Friedenthal, wodurch diese zusätzliche Bedeutung bekam. Ab 1914 wird aber die Nord-Süd-Schifffahrt über den neuen Großschiffahrtsweg Berlin-Stettin (heutiger Name Havel-Oder-Wasserstraße HOW und Oder-Havel-Kanal OHK für ein Teilsück des HOW) östlich an Oranienburg vorbei geleitet, was die Benutzung der Schleuse Friedenthal wieder verminderte. Vom um etwa einen Meter abgesenkten Wasserspiegel in der Havel unterhalb der neuen Lehnitzschleuse im HOW war auch die Oranienburger Havel betroffen. Diese wurde bis zur Schleuse Friedenthal ausgebaggert, und deren Unterhaupt und Schleusenkammer wurden vertieft.
Nach der schweren Beschädigung im Zweiten Weltkrieg konnte die Schleuse Friedenthal nicht mehr benutzt werden. 1959 wurde sie zugeschüttet. Damit war auch die Durchgängigkeit im südöstlichen Arm des Kreuzes aufgehoben worden. Weil im Krieg auch die Schleuse Sachsenhausen im Nordteil des Oranienburger Kanals zerstört wurde, war die Nord-Süd-Schifffahrt westlich von Oranienburg nicht mehr möglich.

## Die alte Schleuse
Ihr Bau erfolgte 1879. Die Schleusenanlage hatte eine Gesamtlänge von etwa 60 Meter. Die nutzbare Länge der Schleusenkammer zwischen den Häuptern betrug um die 40 Meter, was dem damals auf den dortigen Wasserstraßen gebräuchlichen Finowmaß entsprach. Die Schleuse hatte schräge Wände und eine hydraulisch offene Sohle, die untere Kammerbegrenzung bestand aus Holzspundbohlen. Verschlossen wurde die Kammer durch handbetriebene hölzerne Stemmtore. Mauerreste des unteren Schleusenhauptes und ein gusseisernes Schild waren vor dem Neubau noch erkennbar.

alte Schleuse Friedenthal
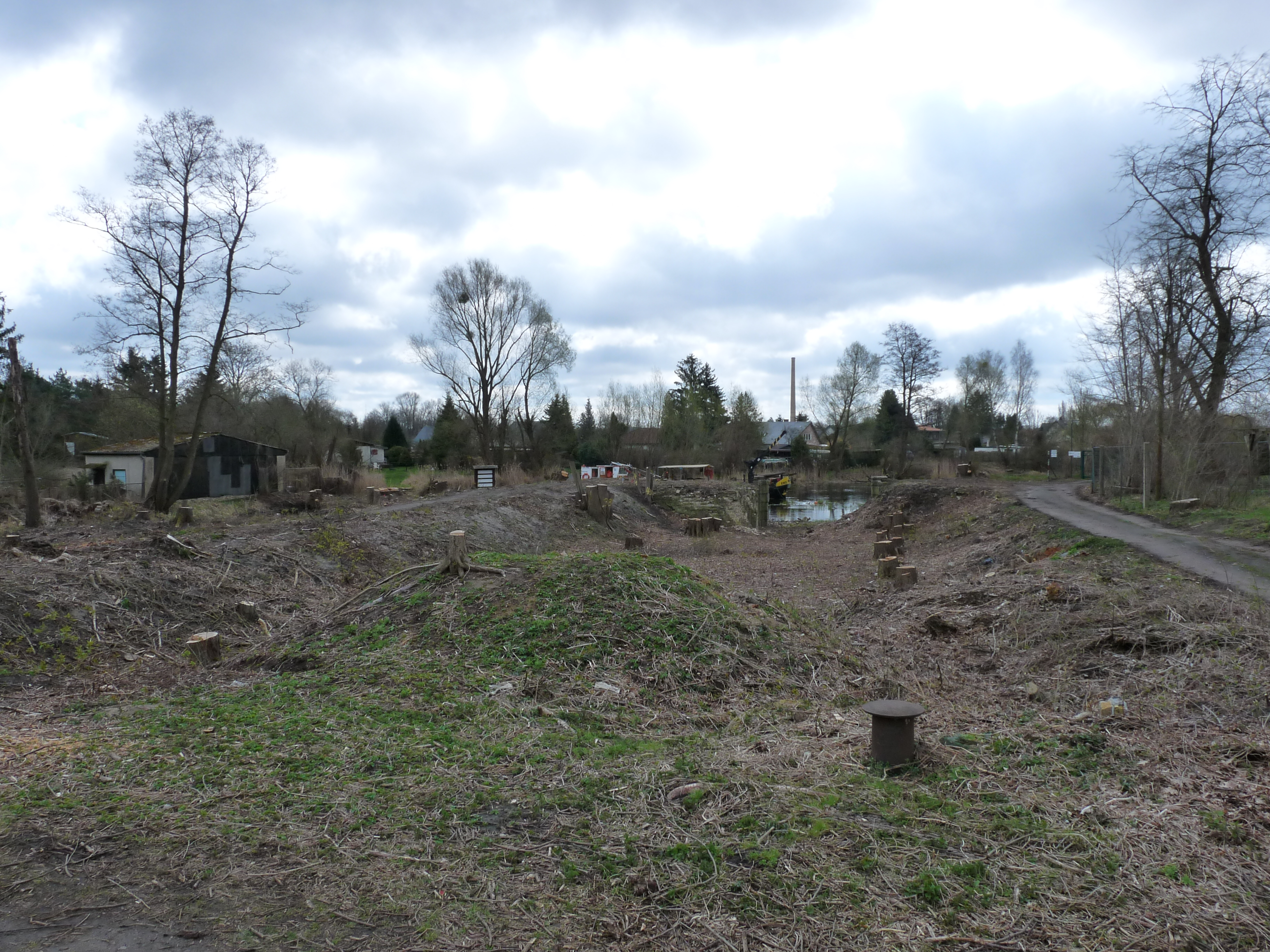
Blick durch die Schleusenkammer zur Havel
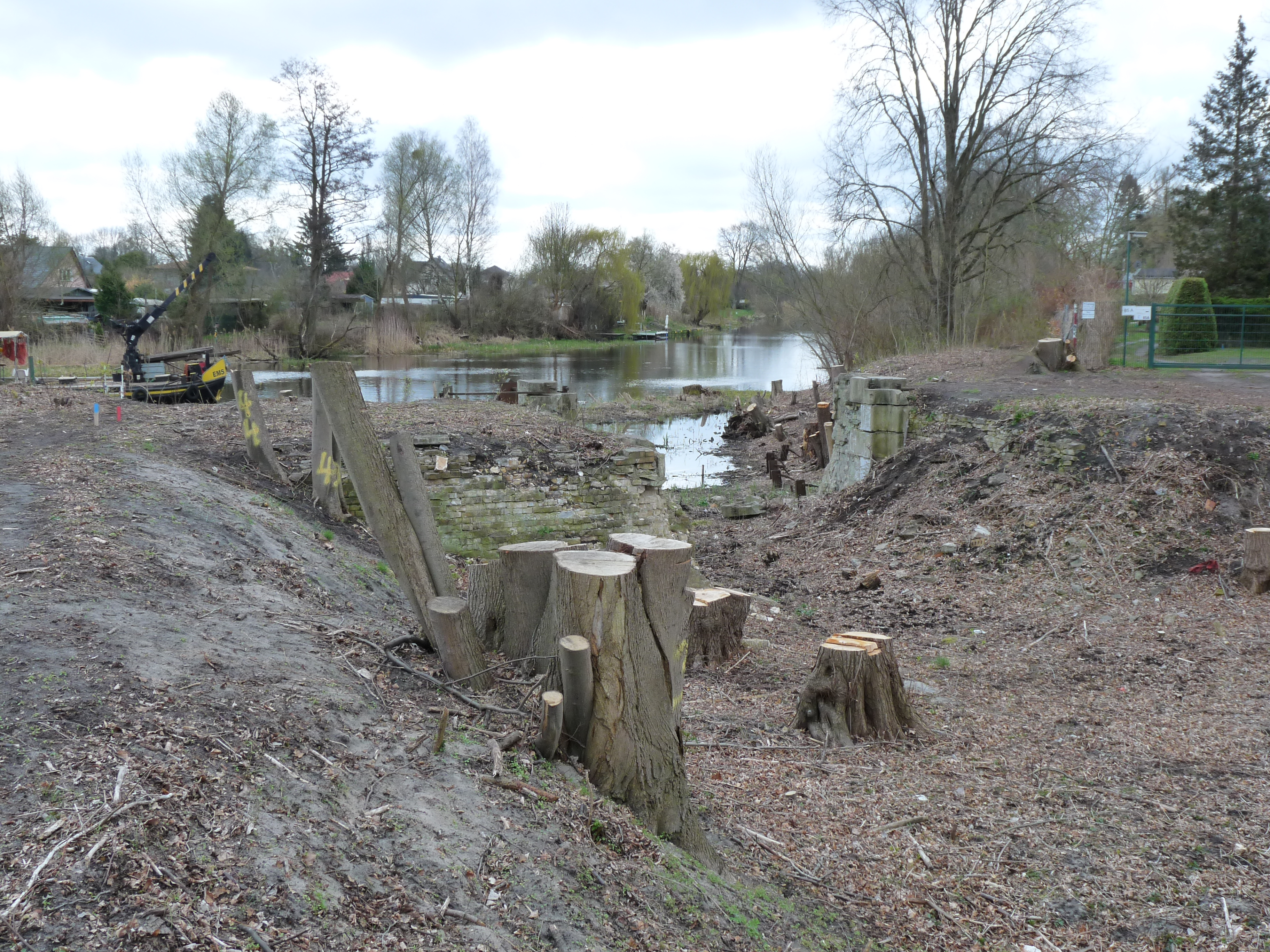
Blick durch das Unterhaupt zur Havel
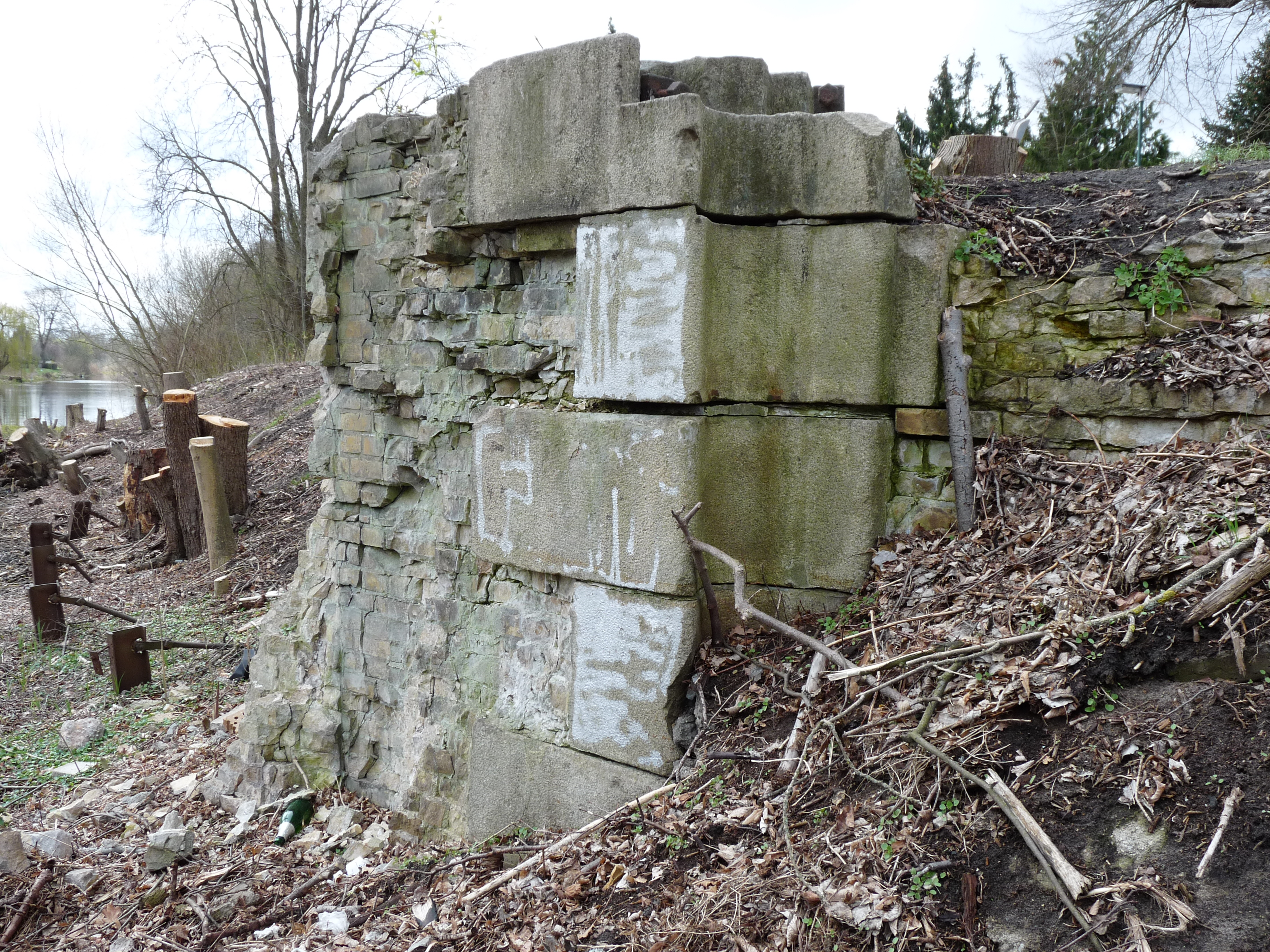
Lagerschalen für einen Stemmtorflügel im Unterhaupt, Blick von innen
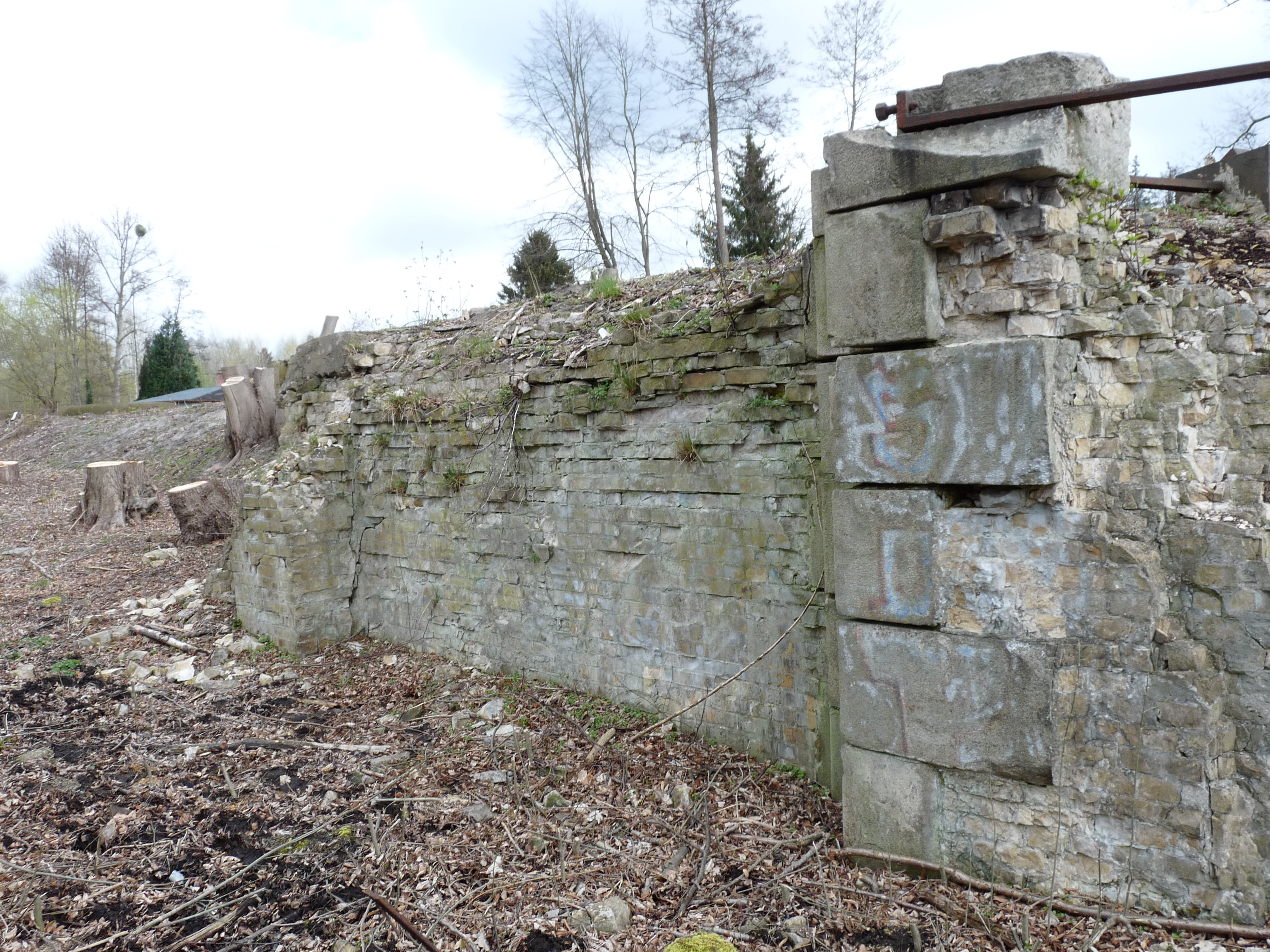
Wandnische für einen geöffneten Torflügel im Unterhaupt, Blick von außen
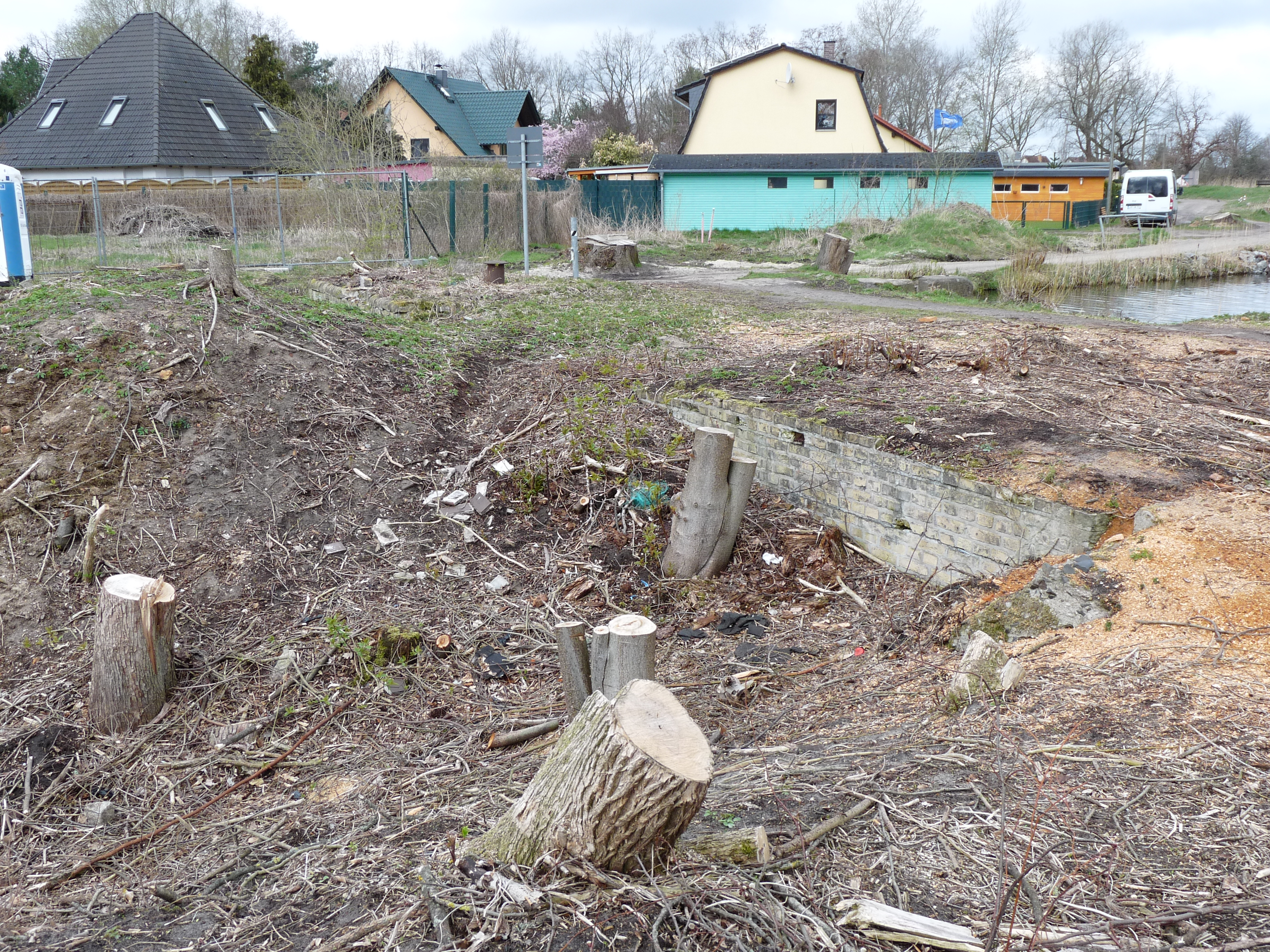
Blick von innen gegen verschüttetes Oberhaupt
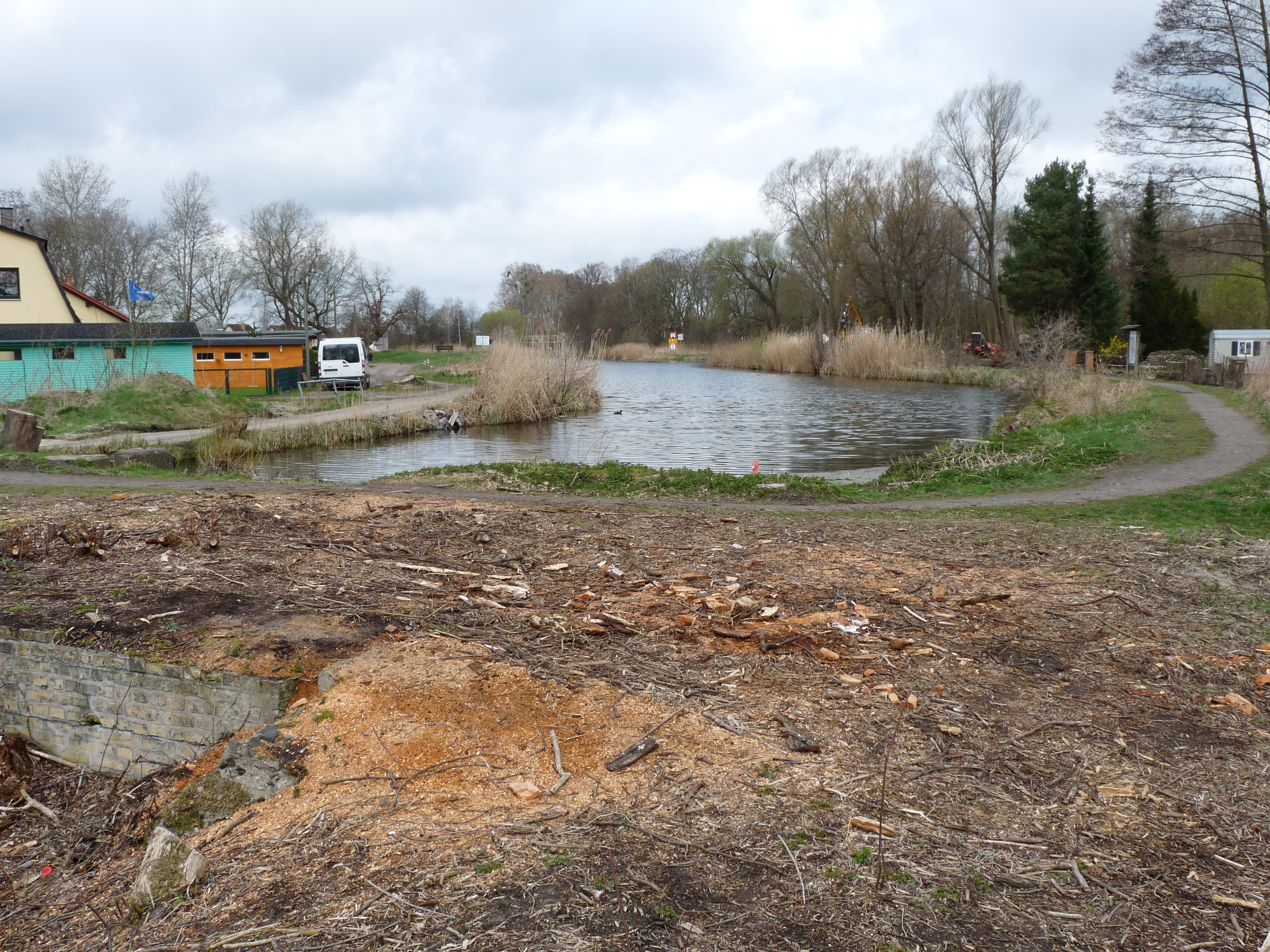
Blick von innen gegen Oberwasser, hinten das Kanalkreuz
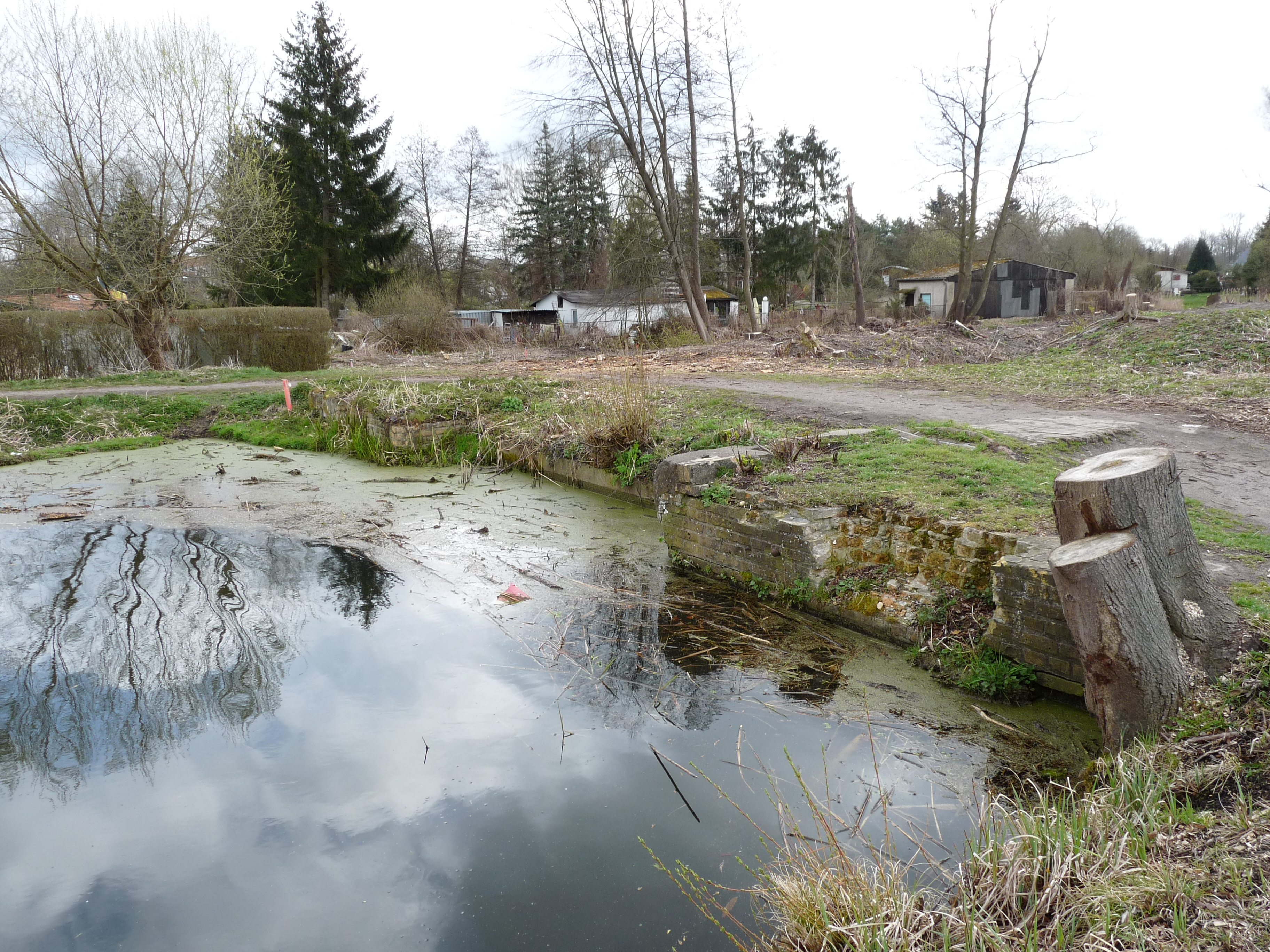
Blick von außen gegen verschüttetes Oberhaupt
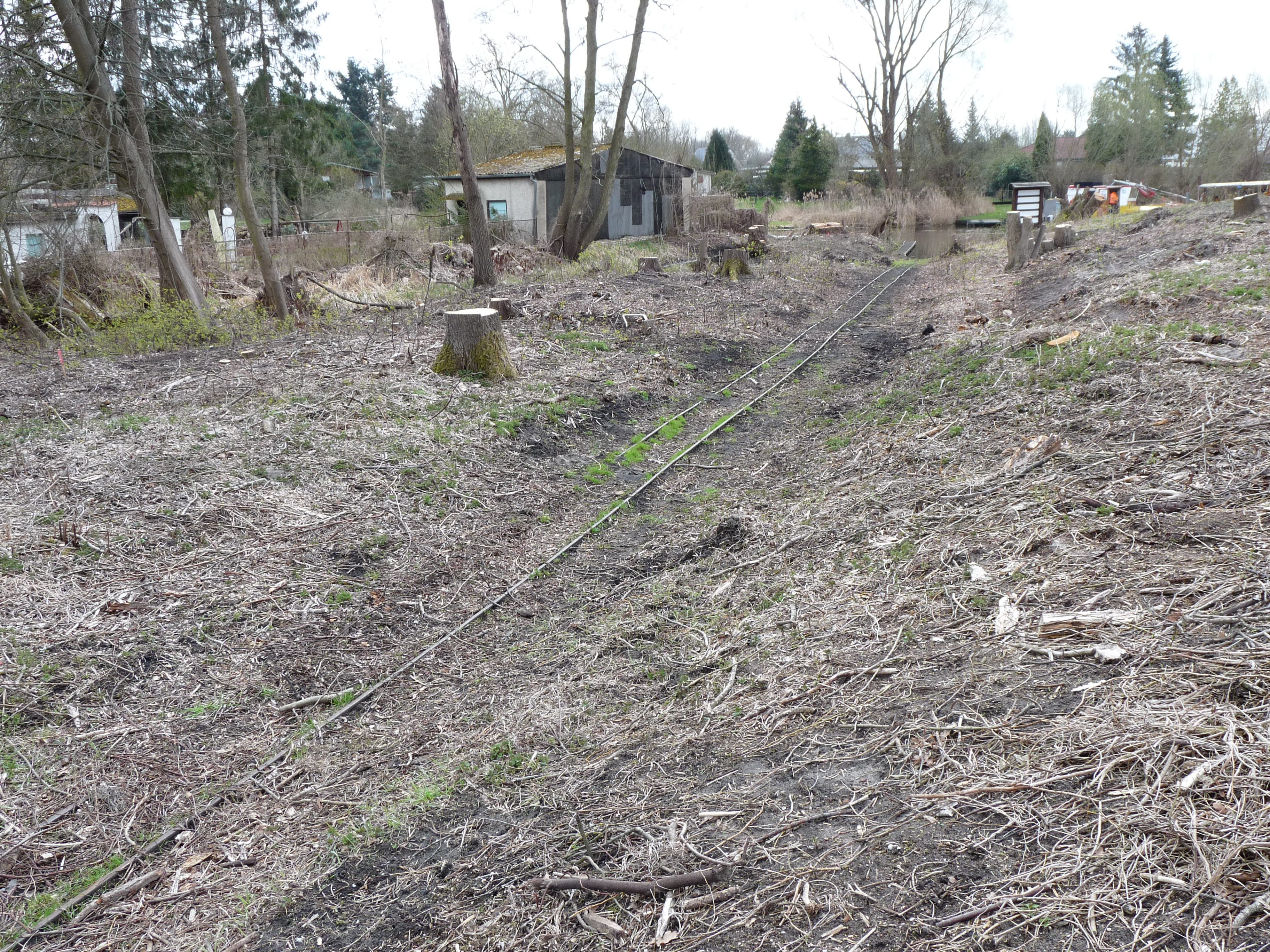
Schienen der Bootsschleppe, hinten die Havel

## Neubau der Schleuse
Als ein Projekt der Wassertourismusinitiative Nordbrandenburg wurde 2017 beschlossen, die Schleuse wieder aufzubauen. Der Wiederaufbau wird als wirtschaftlich bedeutend für die weitere wassertouristische Entwicklung der Umgebung Oranienburgs angesehen. Zweck des Neubaues der Schleuse Friedenthal ist die Wiederherstellung der Passierbarkeit der ehemaligen Verbindung zwischen dem Oranienburger Kanal und der Oranienburger Havel.
Anfang Oktober 2020 wurde damit begonnen, den vorgesehenen Standort der zukünftigen Schleusenkammer freizuräumen. Bei der Suche nach Kampfmitteln aus dem Zweiten Weltkrieg wurden zwei Bomben gefunden, welche in einem sehr aufwendigen Verfahren entfernt wurden. Die Entschärfung verlief erfolgreich.
Als Ergebnis der bisherigen Planung zur Standortwahl des Ersatzneubaues wurde der vorhandene Standort am Kilometer 3,75 der Oranienburger Havel als optimale Lösung gewählt. Von einer Verschiebung des Standortes wird abgesehen, weil sich die Ein- und Ausfahrtsbedingungen nachteilig verändern würden und größere, kostspielige Korrekturen des Uferbereichs im Ein- und Ausfahrtsbereich notwendig geworden wären. Damit die Grundwasserstände nicht verändert werden, wird die neue Schleuse Kammerwände aus Spundwänden mit geschlossener Sohle erhalten Damit verbunden sind Erwartungen hinsichtlich geringerer Baukosten und kürzerer Bauzeit.
Die Schleuse ist mit zweiflügeligen Stemmtoren aus Stahl im Ober- und Unterwasser mit maschinellen Antrieben und als Füllanlage Schütze mit tiefer Anordnung zur strömungsarmen Befüllung der Schleusenkammer geplant.
Die Anordnung der Vorhäfen ergibt sich aus den Ein- und Ausfahrtsbedingungen sowie örtlichen Gegebenheiten. Die Anordnung der Wartestelle im oberen und unteren Vorhafen wurde so gewählt, dass die Sicherheit der begegnenden Schifffahrt gewährleistet wird. Die Wartestelle im oberen Vorhafen befindet sich am westlichen, rechten Ufer und im unteren Vorhafen am östlichen, dem linken Ufer.

### Technische Daten
Die Schleusenkammer wird eine nutzbare Kammerlänge von 41,50 Meter und eine nutzbare Kammerbreite von 6,00 Meter haben. Die Fallhöhe beträgt im Mittel 2,45 Meter. In Anlehnung an die alte Schleuse hinsichtlich der Schleusenabmessungen wird wieder der Finowmaßkahn als Bemessungsschiff festgelegt. Mit einer Sondergenehmigung dürfen Fahrzeuge mit höheren Aufbauten, wie Arbeitsgeräte der Wasserstraßen- und Schifffahrtsämter, bis zu einer Länge von 41,50 die Schleuse passieren. Die Radwegbrücke wird mittels eines Kranes entfernt, wenn die Aufbauten und Geräte dieser Fahrzeuge höher als 3,80 Meter sind.
Des Weiteren wird die vorhandene Bootsschleppe zum Umsetzen von kleineren Sportbooten bis zu 300 Kilogramm Eigengewicht mittels schienengeführten Bootswagen entsprechend der Richtlinie für die Gestaltung von Wassersport-Anlagen an Binnenwasserstraßen (RiGeW 2011) wiederhergestellt. Die Anordnung erfolgt östlich der Schleuse auf einer Länge von etwa 134 Meter mit Zugang im Unterwasser über einen Schwimmsteg und im Oberwasser über einen festen zweistufigen Steg.
In den Vorhäfen befindliche Wartestellen sind nach RiGeW 2011 ausgelegte Warteplätze für Sportboote ohne landseitigen Ausstieg mit einer Länge von 62,50 Meter. Sie bestehen aus einer Pfahlreihe mit 3-reihigen Längswerk aus Stahl sowie einer begehbaren Plattform mit Kommunikationsausrüstung. Nach umfangreichen Untersuchungen der Gewässer im Oktober 2017 für die Trassierung der Oranienburger Havel bis zum Hafen am Schlosspark kann von einer durchgehenden Fahrwassertiefe bis 1,70 Meter bei Mittelwasser ausgegangen werden.
Über das Schleusengelände verläuft ein überregionaler Radweg. Sein Verlauf wird mit dem Schleusenbau berücksichtigt. Im Ergebnis der Voruntersuchung verläuft der Radweg über das Unterhaupt. Die zur Querung der Schleuse benötigte Radwegbrücke wird in das Unterhaupt der Schleusenkammer eingebunden.
Mit der neuen Schleuse wird die Oranienburger Havel von ihrer Sackgasse nördlich des Schlosshafens befreit und mit dem Ruppiner Kanal verbunden. Dadurch werden wieder direkte Boots- und Schifffahrten durch die Stadt ermöglicht und damit insbesondere die Freizeitschifffahrt und der Wassertourismus in Oranienburg gefördert. Boote, deren Ziel die Ruppiner Gewässer sind, mussten bislang einen Umweg fahren und die Schleuse Pinnow südlich von Oranienburg nutzen.
Bund und Land finanzieren das Projekt zu 90 Prozent. Die geplanten Gesamtkosten sollen etwa 18 Millionen Euro betragen.

## Karten
- Folke Stender: Redaktion Sportschifffahrtskarten Binnen 2. Nautische Veröffentlichung Verlagsgesellschaft, ISBN 3-926376-10-4.
- W. Ciesla, H. Czesienski, W. Schlomm, K. Senzel, D. Weidner: Schiffahrtskarten der Binnenwasserstraßen der Deutschen Demokratischen Republik 1:10.000. Band 4. Herausgeber: Wasserstraßenaufsichtsamt der DDR, Berlin 1988, OCLC 830889996.